# الدوري الأيسلندي لكرة السلة
الدوري الأيسلندي لكرة السلة هو دوري كرة سلة للمحترفين في آيسلندا تأسس في 1951 يلعب فيه 12 فريقاً. يعتبر فريق ريكيافيك لكرة السلة هو الأكثر تتويجا باللقب.

## أبرز الفرق
- ريكيافيك لكرة السلة

## وصلات خارجية
- الموقع الإلكتروني